# Punt mort (Star Trek: Voyager)
"Punt mort" (títol original en anglès "Deadlock") és el 21è episodi de la segona temporada i el 37è del total de la sèrie de televisió de ciència-ficció estatunidenca Star Trek: Voyager. El guió va ser escrit per Brannon Braga, i dirigit per David Livingston. L'episodi es va emetre a UPN el 18 de març de 1996.
Ambientada al segle XXIV, la sèrie segueix les aventures de la tripulació de la Flota Estel·lar i els Maquis de la nau estel·lar USS Voyager després de quedar encallats al Quadrant Delta a desenes de milers d’anys llum de distància de la resta de la Federació. En aquest episodi, la Voyager es divideix en dues versions d'ella mateixa que comparteixen la mateixa font d'energia, mentre és atacada per una espècie d'alienígenes que recol·lecten òrgans coneguts com els vidiians.

## Argument
La Voyager entra en turbulències subespacials i pateix talls d'energia després de passar per una deriva de plasma per evitar territori vidiià. Mentre B'Elanna Torres prepara una sèrie d'esclats de protons per mantenir viva la reacció d'antimatèria als motors de curvatura, la Voyager és bombardejada amb esclats de protons d'una font desconeguda. Els esclats causen ruptures del casc de tota la nau i baixes, incloses les morts de Harry Kim i la nounata Naomi Wildman, mentre que Kes desapareix a través d'una esquerda espai-temps. Mentre la tripulació es recupera, Torres descobreix que hi ha aire a l'altre costat de l'esquerda i creu que pot ser possible rescatar la Kes. La tripulació del pont es veu obligada a evacuar el pont quan aquest està envoltat de flames, però quan marxa, la capitana Kathryn Janeway veu una imatge fantasmal de la tripulació del pont, tranquil·lament a les seves estacions.
A continuació, es mostra a l'espectador el pont immaculat de la "Voyager", on aquesta versió de Janeway observa una imatge fantasmal d'ella mateixa evacuant el pont. Les explosions de protons d'aquesta "Voyager" van aconseguir mantenir la reacció, però van danyar el seu doble, del qual la tripulació és conscient a causa de l'arribada de la Kes a través de l'esquerda. Les respectives tripulacions aconsegueixen contactar entre elles i conclouen que en sortir de la nebulosa, la "Voyager" i la seva tripulació es van duplicar com a resultat d'una esquerda espai-temps. Tanmateix, això no va replicar l'antimatèria, d'aquí les fallades d'energia.
Les dues tripulacions intenten fusionar les naus, però l'intent no té èxit. Janeway de la "Voyager" intacta creua l'esquerda juntament amb el duplicat de Kes. Les dues Janeway es reuneixen per discutir opcions, tot i que reconeixen que no poden evacuar la "Voyager" danyada sense crear un desequilibri quàntic. Janeway de la "Voyager" danyada afirma que iniciarà una autodestrucció de la seva nau per permetre que la que no està danyada recuperi l'energia. Janeway de la nau intacta demana a la seva contrapart que esperi 15 minuts per idear una altra opció i torna a la seva nau a través de l'esquerda.
La "Voyager" intacta és atacada per naus vidiianes; els vidiians aviat apareixen a bord i comencen a recol·lectar òrgans vitals de la tripulació. La "Voyager" danyada, però, no és detectada pels vidiians. Janeway de la nau intacta ordena al seu Harry Kim que reculli la petita Naomi Wildman i escapi a través de l'esquerda fins a la "Voyager" danyada, i després comença una autodestrucció de la seva "Voyager". L'explosió destrueix la nau i els vidiians atacants, deixant la "Voyager" malmesa lliure i tornant a les reserves d'energia normals.

## Actors convidats
- Nancy Hower - Alferes Samantha Wildman
- Simon Billig - Hogan
- Bob Clendenin - Cirurgià vidiià
- Ray Proscia - Comandant vidiià

## Producció
El guionista Brannon Braga es va inspirar inicialment per crear un episodi amb una estructura narrativa estranya, i l'equip va sentir que necessitaven un episodi amb més acció. Es va proposar un episodi similar, sense èxit, per a "Star Trek: La nova generació", i la productora executiva Jeri Taylor va assenyalar que les dificultats que els guionistes van trobar en aquest episodi van influir en l'estructura de "Punt mort". Van decidir centrar la història en les dues capitanes Janeway i les seves interaccions, donant com a resultat el que l'actriu Kate Mulgrew descrit com "la feina més ardua i possiblement la més satisfactòria que he fet mai, tècnicament".
L'episodi inicialment es va quedar curt, deixant l'equip escriure material addicional, rodat durant dos dies addicionals.

## Recepció
"Punt mort" va tenir una qualificació de 9/10 a TV.com, la més alta de la segona temporada de Voyager. Va tenir qualificacions Nielsen de 5,8 punts quan va debutar el 1996 a la televisió UPN. Més tard va ser votat com l’episodi favorit de la segona temporada durant una enquesta de fans.
De la mateixa manera, Star Trek Monthly va classificar l'episodi amb 4/5 estrelles i Cinefantastique amb 3/4.
El 2015, una guia de marató de sèries de Star Trek: Voyager de W.I.R.E.D. va suggerir que no s'hauria de saltar aquest episodi.
Den of Geek el considera un dels episodis més brutals de la Voyager i el va incloure a la seva guia de visionat de la Voyager el 2017.
The Hollywood Reporter la va incloure entre els 15 millors episodis de Star Trek: Voyager. El 2015, SyFy el va classificar entre els deu millors episodis de "Voyager".
El 2016, Vox va classificar aquest com un dels 25 episodis essencials de tot "Star Trek".
El 2020, aquest episodi va ser classificat com el 8è millor episodi de Voyager per SyFy.
El 2020, io9 el va classificar com un dels episodis "imprescindibles" de temporada 2 de Voyager.